# Distretto di Malbork
Il distretto di Malbork (in polacco powiat malborski) è un distretto polacco appartenente al voivodato della Pomerania.

## Geografia antropica

### Suddivisioni amministrative
Il distretto comprende 6 comuni.
- Comuni urbani: Malbork
- Comuni urbano-rurali: Nowy Staw
- Comuni rurali: Lichnowy, Malbork, Miłoradz, Stare Pole